# Jaba (królowa)
Jaba (VIII wiek p.n.e.) – królowa asyryjska pochodzenia aramejskiego, żona króla Tiglat-Pilesera III.
Grobowiec królowej został odkryty przez irackich archeologów w kwietniu 1989 r. w pałacu Aszurnasirpala II w Kalhu.